# Kultura Bosne i Hercegovine

## Jezik
- Prikaz povijesti jezika u Bosni i Hercegovini

## Likovne umjetnosti
- Kiparstvo, slikarstvo i arhitektura u Bosni i Hercegovini

## Pismo
- Bosančica

## Osobe
- Franjo Bosanac